# Trenton (Nebraska)
Pour les articles homonymes, voir Trenton.
La ville américaine de Trenton est le siège du comté de Hitchcock, dans l’État du Nebraska. Sa population était en 2000 de 507 habitants.
La Bataille de Massacre Canyon a eu lieu en 1873 près de Trenton.